# Giancarlo Stiz
Giancarlo Stiz (Conegliano, 26 marzo 1928 – Treviso, 24 ottobre 2015) è stato un magistrato italiano.
Fu il primo magistrato a intraprendere la pista nera nell'inchiesta alla strage di piazza Fontana e ad aprirne una sulla cellula trevigiana di Ordine Nuovo.

## Biografia
Figlio di Anna Lucchetti e Paolo, generale d'artiglieria dell'esercito italiano, nasce a Conegliano il 26 marzo 1928. Riceve fin da piccolo un'educazione rigida, dedita al servizio allo stato. Frequenta il liceo classico a Belluno e si laurea in giurisprudenza all'Università degli Studi di Padova.

### La Strage di piazza Fontana
Agli inizi degli anni di piombo Stiz era giudice istruttore per la procura della Repubblica di Treviso e collaborava con l'allora sostituto procuratore Pietro Calogero. Quest'ultimo era stato il primo, il 19 dicembre 1969, a convocare Guido Lorenzon presso il tribunale di Treviso in seguito alle accuse mosse all'amico Giovanni Ventura riguardo alla sua probabile complicità nella strage di piazza Fontana. Dopo la ritrattazione di Lorenzon delle accuse a Ventura e la convocazione a Roma dal giudice Occorsio, Ventura venne prosciolto da ogni accusa e le carte dell'inchiesta rimandate a Treviso dove Calogero domandò a Stiz l'archiviazione. Giancarlo Stiz rifiutò la proposta e decise di interrogare personalmente Lorenzon e Ventura. Fidandosi di Stiz, Lorenzon decide di collaborare apertamente e in breve viene aperta l'istruttoria formale. Nel dicembre 1971 Stiz emanò un mandato di cattura nei confronti di Freda e Ventura: il primo era accusato di far parte di una “associazione avente lo scopo di sovvertire violentemente l'ordine politico, sociale ed economico dello stato”, il secondo di aver erogato i “mezzi di finanziamento” e di aver procacciato le armi da guerra e il materiale esplosivo. Dagli Sviluppo dell'inchiesta emersero connessioni con la strage di piazza Fontana: l'ipotesi fu che le cellule nere trevigiane avessero contribuito a organizzare l'attentato alla Banca Nazionale dell'Agricoltura. Fu così che l'inchiesta sulla pista nera passò nelle mani della procura di Milano.
Con Pietro Calogero nel marzo 1972 fece arrestare anche Pino Rauti per gli attentati ai treni dell'8 e 9 agosto 1969. Successivamente l'incriminazione si estese agli attentati del 12 dicembre (tra cui la strage di piazza Fontana), per cui Rauti fu anche incarcerato alcuni giorni, venendo scarcerato il 24 aprile 1972, prima di essere eletto deputato per il MSI. All'indomani dell'arresto ci furono manifestazioni, proteste, campagne di stampa e Stiz venne etichettato dai neofascisti «giudice comunista». Subì, per questo, molte minacce anonime, anche di morte, per posta e per telefono. Per otto anni visse sotto scorta. Per l'opinione pubblica era divenuto un personaggio schierato contro l’eversione nera, tanto che il PCI gli offre il collegio senatorio di Chioggia (dove il partito raccoglie il 60% dei consensi). Giancarlo Stiz rispose: «No. Sono magistrato e non faccio il politico». Era dalla politica che arrivano gli attacchi al regime repubblicano e quindi, dichiarò in un'intervista, per difendere le libertà sancite dalla Costituzione era necessario rimanere dov'ero.

### La Strage di Bologna
Nel settembre del 1980, Giancarlo Stiz entrò nel mirino di Ordine Nuovo che organizzò un attentato a suo danno. Tuttavia esso non riuscì grazie alle informazioni che Roberto Rinani passò a Luigi Vettore Presilio, detenuto legato all'ambiente neofascista. In effetti Vettore Presilio informò Giovanni Tamburino, magistrato di sorveglianza del carcere di Padova in un incontro informale. In quello stesso incontro al quale presenziava anche l'avvocato Franco Tosello, Vettore avrebbe fatto cenno a Tamburino dell'attacco a Stiz e di un avvenimento che lo avrebbe seguito di «enorme gravità, tale che tutti i giornali ne parleranno». Questo incontro sarebbe avvenuto alle ore 16 del 10 luglio 1980. A conferma del legame tra il tentato omicidio di Stiz e la strage di Bologna c'è l'udienza del 12 ottobre 1981. Durante il processo per rapina e sequestro di persona ai danni del gioielliere del negozio "Giraldi" di Treviso, l'avvocato Giovanni Cipollone, difensore di Giuseppe Valerio Fioravanti, avrebbe detto a Stiz: «Lo sa che è stato l'obiettivo di un attentato organizzato dal mio patrocinato?», la domanda seguì a un «lo so, avvocato, lo so» di Stiz. Un tentativo di intimidazione nei confronti del magistrato. Il giudice Stiz, presente in tribunale alla prima udienza del processo di cui era componente, fu sostituito alla seconda, dopo che si era saputo del possibile attentato nei suoi confronti da parte dei NAR.